# GSAT-8
GSAT-8 (INSAT-4G) ist ein kommerzieller Kommunikationssatellit der Indian Space Research Organization (ISRO)/ISAC der GSAT-Baureihe (aus der Insat-4-Reihe).
Er wurde am 20. Mai 2011 um 20:38 UTC mit einer Ariane 5 ECA vom Raketenstartplatz Centre Spatial Guyanais in Kourou zusammen mit ST-2 in eine geostationäre Umlaufbahn gebracht.
Der dreiachsenstabilisierte Satellit ist mit 24 Ku-Band-Transpondern ausgerüstet und soll von der Position 55° Ost aus den indischen Subkontinent mit Fernseh- (DTH) und Radionavigationsdiensten durch ein Zweikanal-GAGAN-System (GPS Aided Geo Augmented Navigation) versorgen. Dazu ist er mit zwei Reflektorantennen mit 2,2 m Durchmesser, einer 0,6 m C-Band-Antenne und einer 0,8 × 0,8 m L-Band-Helix-Antenne für das GAGAN-System ausgerüstet. Er wurde auf Basis des I-3K-Satellitenbus der ISRO in Bengaluru entwickelt und gebaut und besitzt eine geplante Lebensdauer von mehr als 12 Jahren.